# Polizeiruf 110: Ein großes Talent
Ein großes Talent ist ein deutscher Kriminalfilm von Thomas Jacob aus dem Jahr 1985. Der Fernsehfilm des Fernsehens der DDR erschien als 103. Folge der Reihe Polizeiruf 110.

## Handlung
Jens Briener ist ein Schauspieler, der es nie weit gebracht hat. Ihm fehlen Talent und Disziplin; so erscheint er am Provinztheater zur Probe von Goethes Faust unvorbereitet und kann den Text nicht. Gleichzeitig neigt er zu Selbstüberschätzung und glaubt, dass er einfach immer mit Dilettanten zu tun hat. Dreimal ist seine Familie – Ehefrau Marlies und Sohn Marcus – in den letzten sechs Jahren umgezogen. Als Jens nun glaubt, in Berlin den Durchbruch schaffen zu können, weigert sich Marlies, aus der Provinz umzuziehen. Marcus ist nun schulpflichtig und ständige Umschulungen will Marlies vermeiden. Sie kündigt Jens an, sich von ihm scheiden zu lassen, wenn er wieder umzieht.
Ein Jahr später lebt Jens in Berlin. Marlies und Marcus sind in der Kleinstadt geblieben; Marlies hat sich von Jens scheiden lassen und Marcus kaum Kontakt zu seinem Vater. Jens verdient sein Geld in Nebenjobs, unter anderem als Zeitungsausträger, Lagerist und als Pferdetrainer. Das Besetzungsbüro des Fernsehens vermittelt ihm kein Engagement, da sein schlechter Ruf ihm vorausgeeilt ist. Als er mal wieder erfolglos dort vorbeischaut, nimmt er heimlich ein Drehbuch mit. Mit dem Buch unterm Arm begegnet er Frau von Waldow, die von einer Reise kommend ihn bittet, ihr die Koffer in die Wohnung zu tragen. Spontan gibt er vor, Szenenbildner zu sein und nach Wohnungen für Dreharbeiten zu suchen. Er besieht sich alle Zimmer. Als er gegangen ist, stellt Frau von Waldow fest, dass wertvoller Familienschmuck fehlt. Sie meldet den Diebstahl und Hauptmann Peter Fuchs, Leutnant Thomas Grawe und Oberleutnant Lutz Zimmermann übernehmen die Ermittlungen. In einem zweiten Fall erbeutet Jens Bargeld in Höhe von 5000 Mark sowie ein Sparbuch mit 10.000 Mark.
Er erfährt von seinem Freund Bernd Wust – Sektionsleiter des Reitplatzes, auf dem Jens als Lehrer arbeitet –, dass Herr Nossek ein Reitpferd für seine Tochter sucht. Zudem berichtet ihm der Leiter eines Gestüts, dass der Staatszirkus einige seiner Pferde verkaufen will. Jens bricht im Büro eines Gestüts ein und stiehlt mehrere Abstammungsnachweise von Rassepferden. Er stiehlt einen Wagen und erwirbt schließlich als vermeintlicher Professor ein Pferd des Zirkus für 5000 Mark. Mit einem Abstammungsnachweis übergibt er das Pferd an Nossek, der 16.000 Mark für das vermeintliche Rassepferd zahlt. Jens kauft sich vom Geld einen Wagen.
Nosseks Tochter ist vom Pferd begeistert und will es schon nach kurzer Zeit für ein Turnier anmelden. Da dafür auch die Abstammungsnachweise eingereicht werden müssen und der Betrug so offensichtlich geworden wäre, vergiftet Jens das Pferd. Die Ermittler können die verschiedenen angenommenen Identitäten bis zu Jens selbst zurückverfolgen. Leutnant Grawe trifft ihn jedoch nicht in seiner Wohnung an und Jens erfährt durch eine Hausbewohnerin, dass ein Mann nach ihm gesucht hat. Er packt sofort seine Sachen. Plötzlich steht sein Sohn vor der Tür, der von zu Hause weggelaufen ist, hat Jens in seinen Briefen doch stets von seinem aufregenden und erfolgreichen Leben als Schauspieler berichtet. Jens flieht zusammen mit Marcus in seinem Wagen und wird dabei von Nossek gesehen. Die Fahndung wird eingeleitet, nachdem die Ermittler in Jens’ Wohnung weitere gestohlene Abstammungsnachweise gefunden haben. Infolge eines riskanten Überholmanövers auf der Flucht vor der Polizei überschlägt sich Jens’ Wagen. Jens rettet sich und den verletzten Marcus aus dem Unfallfahrzeug, bevor es explodiert. Hauptmann Fuchs und Leutnant Grawe nehmen die beiden in Empfang.

## Produktion
Ein großes Talent wurde vom 26. März bis 26. Mai 1985 unter dem Arbeitstitel Sarafino unter anderem in Berlin, Dresden, Meißen und Bärnsdorf gedreht. Die Kostüme des Films schuf Ruth Völker, die Filmbauten stammen von Hans-Georg Völker. Der Film erlebte am 4. April 1986 im 1. Programm des Fernsehens der DDR seine Premiere. Die Zuschauerbeteiligung lag bei 32,7 Prozent.
Es war die 103. Folge der Filmreihe Polizeiruf 110. Hauptmann Peter Fuchs ermittelte in seinem 61. Fall und Oberleutnant Lutz Zimmermann in seinem 7. Fall. Leutnant Thomas Grawe gab als Ermittler seinen Einstand.